# دانيال توليدو
دانيال توليدو هو ملحن إكوادوري، ولد في 11 يونيو 1991 في كيتو في الإكوادور.

## وصلات خارجية
- الموقع الرسمي
- دانيال توليدو على موقع ميوزك برينز (الإنجليزية)
- دانيال توليدو على موقع ديسكوغز (الإنجليزية)